# Xuất thần

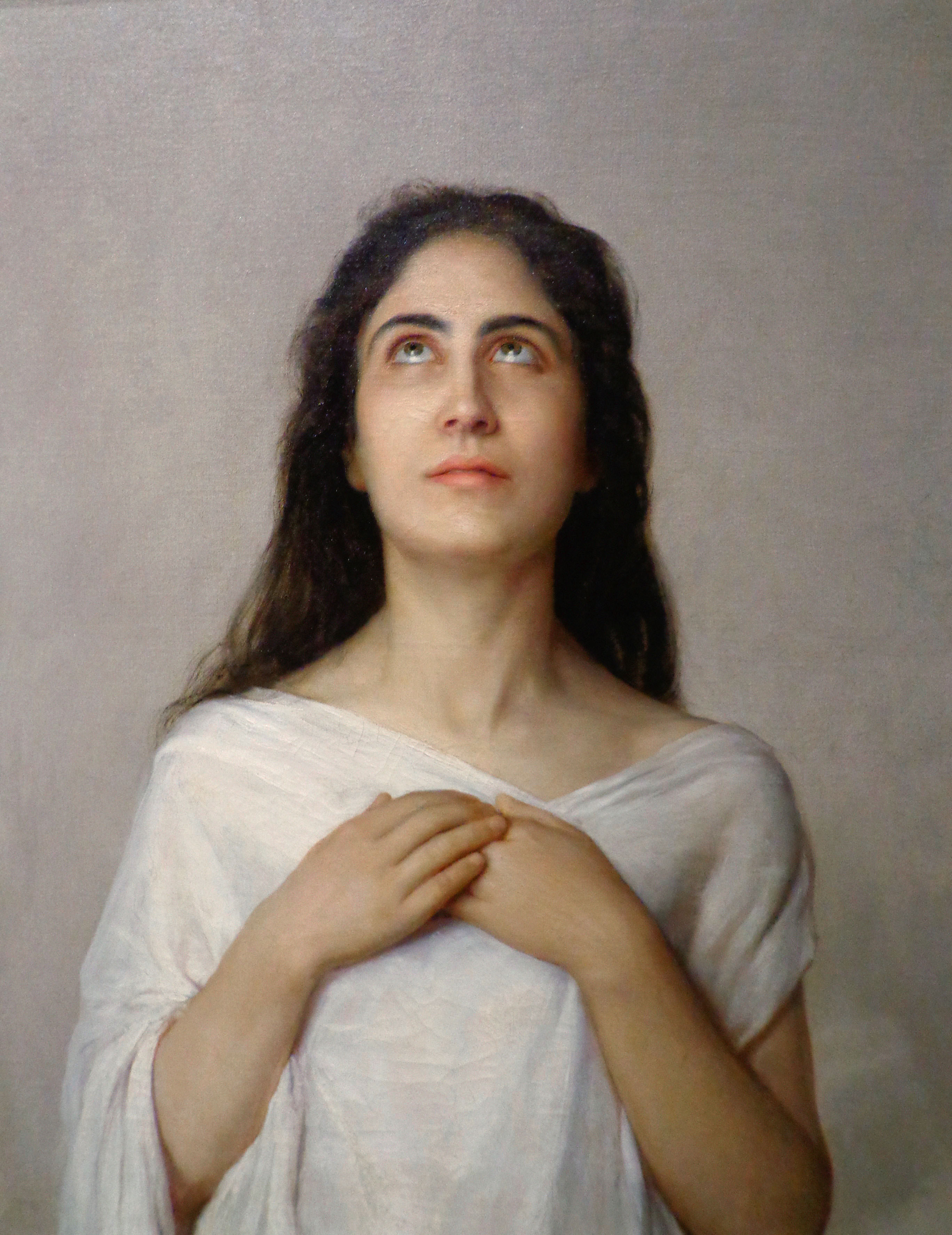
Họa phẩm của Jean Benner về một tín đồ đang trong trạng thái xuất thần phiêu bồng

Xuất thần (Religious ecstasy) là một loại trạng thái thay đổi ý thức được đặc trưng bởi sự suy giảm nhận thức ngoại cảnh nhưng sự nhận thức tinh thần và nhận thức tâm linh bên trong lại có sự thăng hoa, thường đi kèm với ảo giác và cảm giác hưng phấn (và đôi khi thể chất thấy sung mãn, phấn chấn). Mặc dù trải nghiệm này thường chỉ trong khoảnh khắc (giống như hiện tượng lên đồng) nhưng đã có những ghi chép về những trải nghiệm như vậy kéo dài vài ngày hoặc thậm chí lâu hơn, và những trải nghiệm về trạng thái xuất thần (tham thiền nhập định) lặp đi lặp lại trong suốt cuộc đời của một người. Theo Sufi giáo thì thuật ngữ này được gọi là wajad và trải nghiệm được gọi là jazbah (jadbah o jedbah) hoặc majzoobiyat. Thuật ngữ này Trong văn học cổ điển Hy Lạp đề cập đến việc loại bỏ tâm trí hoặc cơ thể "khỏi vị trí hoạt động bình thường của nó". 
Trong truyền thống của các tôn giáo độc thần thì trạng thái xuất thần thường được gắn kết hoặc được quy về với sự hiệp thông và hiệp nhất với Thiên Chúa. Tuy nhiên, những trải nghiệm như vậy cũng có thể là những trải nghiệm thần bí mang tính cá nhân mà không có ý nghĩa đối với bất kỳ ai ngoài người trải qua chúng. Một số Cơ đốc nhân cho thấy có sức lôi cuốn khi thực hành các trạng thái xuất thần nhập thể và giải thích rằng những trạng thái này là do Chúa Thánh Thần ban cho. Những vũ công múa lửa của Hy Lạp thời cổ đại đôi khi tự nhiên rơi vào trạng thái xuất thần tại các nghi lễ đi trên lửa mang tên Anastenaria diễn ra hàng năm, khi họ tin rằng mình đang được Thánh Constantine (Constantinus Đại đế) mách bảo.
Môn Yoga cung cấp các kỹ thuật để đạt được trạng thái xuất thần (tham thiền nhập định) được gọi là Samādhi. Theo các học viên, có nhiều giai đoạn cực lạc khác nhau, cao nhất là Nirvikalpa Samadhi. Bhakti Yoga đặc biệt nhấn mạnh đến sự xuất thần như là một trong những thành quả của việc thực hành thiền định đưa đến cảm giác phiêu bồng. Trong Phật giáo, đặc biệt là trong Kinh điển Pali, có tám trạng thái xuất thần. Bốn trạng thái đầu tiên là Rupa hoặc thiên về vật chất. Bốn thứ tiếp theo là Arupa hoặc phi vật chất. Tám trạng thái này là cơ chế sơ bộ dẫn đến sự điều hòa cuối cùng.  Trong thời kỳ Hy Lạp cổ đại, có những nghi lễ mà các đồng tu sử dụng chất gây say (chất kích thích, gây nghiện), những điệu múa lên đồng và âm nhạc ngây ngất để xóa bỏ những ức chế và bó buộc xã hội.

## Ghi nhận
Một số nhân vật được ghi nhận có hiện tượng xuất thần:
- Alexander Scriabin
- Anastenaria
- Thomas Aquinas là một nhà thần học Cơ đốc giáo
- Dionysus/Bacchus thời Hy Lạp-La mã
- Teresa thành Avila một nữ tu Công giáo đã khải tượng thấy Đức Thánh Linh
- Hildegard của Bingen
- Caitanya Mahaprabhu sáng lập phái Gaudiya Vaishnavism
- Pio của Pietrelcina
- Joseph của Cupertino
- Maulanah Rumi một nhà thơ
- Hafez một nhà thơ
- Moinuddin Chishti một vị thánh Sufi
- Amir Khusrow nhà thơ
- Marguerite Porete, Beguines và Beghards các học giả Công giáo
- Simone Weil nhà triết học thế kỷ XX và là cơ đốc nhân